# Jerzy Iwanowicz Ilinicz
Jerzy Iwanowicz Ilinicz (biał. Юрый Iванавіч Ільініч) herbu Korczak (zm. 1527), marszałek nadworny litewski (1519–1526), starosta lidzki (1501–1502, 1507–1524), brzeski (1510–1524) i kowieński (1519–1523), dzierżawca lidzki, fundator zamku w Mirze.
Syn Iwaszki (Iwana) Ilinicza, namiestnika smoleńskiego, i Anny Dowgirdówny, przyrodniej siostry hetmana polnego litewskiego i wojewody kijowskiego Andrzeja Niemirowicza.
Zięć Jana Jurjewicza Zabrzezińskiego, wojewody nowogródzkiego, po którym w 1522 roku dziedziczył liczne włości, w tym opiekę nad monasterem w Jabłecznej.
Umierający bezpotomnie Siemko Giedygołdowicz, ofiarował swe dobra wraz z Mirem,  przybranej córce Annie Butrymównie, a ta z kolei przekazała w dożywocie żonie Siemki Milochnie. Po jej śmierci Anna Butrymówna przekazuje dobra mirskie swojemu krewnemu Jerzemu Iwanowiczowi Iliniczowi, który w ten sposób stał się posiadaczem znacznego majątku na Litwie, dzięki któremu stać go było na zbudowanie zamku obronnego w Mirze w stylu późnogotyckim. Pomiędzy 1508 a 1527 lokuje on miasto Biała na dzisiejszym Podlasiu.
Poślubił Jadwigę Zabrzezińską, córkę Jana i Anny Nasuty, z którą miał czterech synów: Jana (ożenionego z Elżbietą Herburt), Mikołaja, Stanisława i Szczęsnego (ożenionego z Zofią Radziwiłłówną, córką Jana Mikołajewicza) oraz dwie córki: Annę Helenę  ożenioną z wojewodą połockim Piotrem Kiszką Ciechanowieckim, synem hetmana wielkiego litewskiego Stanisława Kiszki, i Jadwigę z Janem Bazylim Józefowiczem-Hlebickim (zmienione nazwisko na Józefowicz), synem podskarbiego Abrahama Ezofowicza.
Szczęsny przeżył swoich braci i odziedziczył majątek po ojcu, potem jego syn Jerzy Ilinicz. Po śmierci Jerzego w 1527 dobra bialskie zostały podzielone pomiędzy synów: Jana, Piotra i Szczęsnego oraz Jana Abramowicza, męża Jadwigi z Iliniczów.
Był sygnatariuszem unii piotrkowsko-mielnickiej 1501 roku.